# Dexter (Iowa)
Dexter és una població dels Estats Units a l'estat d'Iowa. Segons el cens del 2000 tenia 689 habitants.

## Demografia
Segons el cens del 2000, Dexter tenia 689 habitants, 259 habitatges, i 190 famílies. La densitat de població era de 223,5 habitants per km².
Dels 259 habitatges en un 35,1% hi vivien nens de menys de 18 anys, en un 59,8% hi vivien parelles casades, en un 10,8% dones solteres, i en un 26,3% no eren unitats familiars. En el 21,2% dels habitatges hi vivien persones soles el 12% de les quals corresponia a persones de 65 anys o més que vivien soles. El nombre mitjà de persones vivint en cada habitatge era de 2,66 i el nombre mitjà de persones que vivien en cada família era de 3,07.
Per edats la població es repartia de la següent manera: un 28,3% tenia menys de 18 anys, un 5,4% entre 18 i 24, un 29,3% entre 25 i 44, un 21,6% de 45 a 60 i un 15,4% 65 anys o més.
L'edat mediana era de 36 anys. Per cada 100 dones de 18 o més anys hi havia 96 homes.
La renda mediana per habitatge era de 39.375 $ i la renda mediana per família de 44.861 $. Els homes tenien una renda mediana de 30.395 $ mentre que les dones 22.361 $. La renda per capita de la població era de 16.990 $. Entorn del 4,3% de les famílies i el 4,6% de la població estaven per davall del llindar de pobresa.

## Poblacions més properes
El següent diagrama mostra les poblacions més properes.